# 三屯营城址
三屯营城址，位于中国河北省唐山市三屯营镇，为唐山市迁西县的一个省级文物保护单位，类型为古遗址，公布时间为2001年2月7日。
三屯营城址的历史年代为明代。